# Allan Scott (athlétisme)
Pour les articles homonymes, voir Scott et Allan Scott.
Allan Scott (né le 27 décembre 1982) est un athlète écossais, spécialiste du 110 m haies et du 60 m haies.
Il représentait le Royaume-Uni aux Jeux olympiques d'été de 2008, à Pékin.